# 安養院 (鎌倉市)

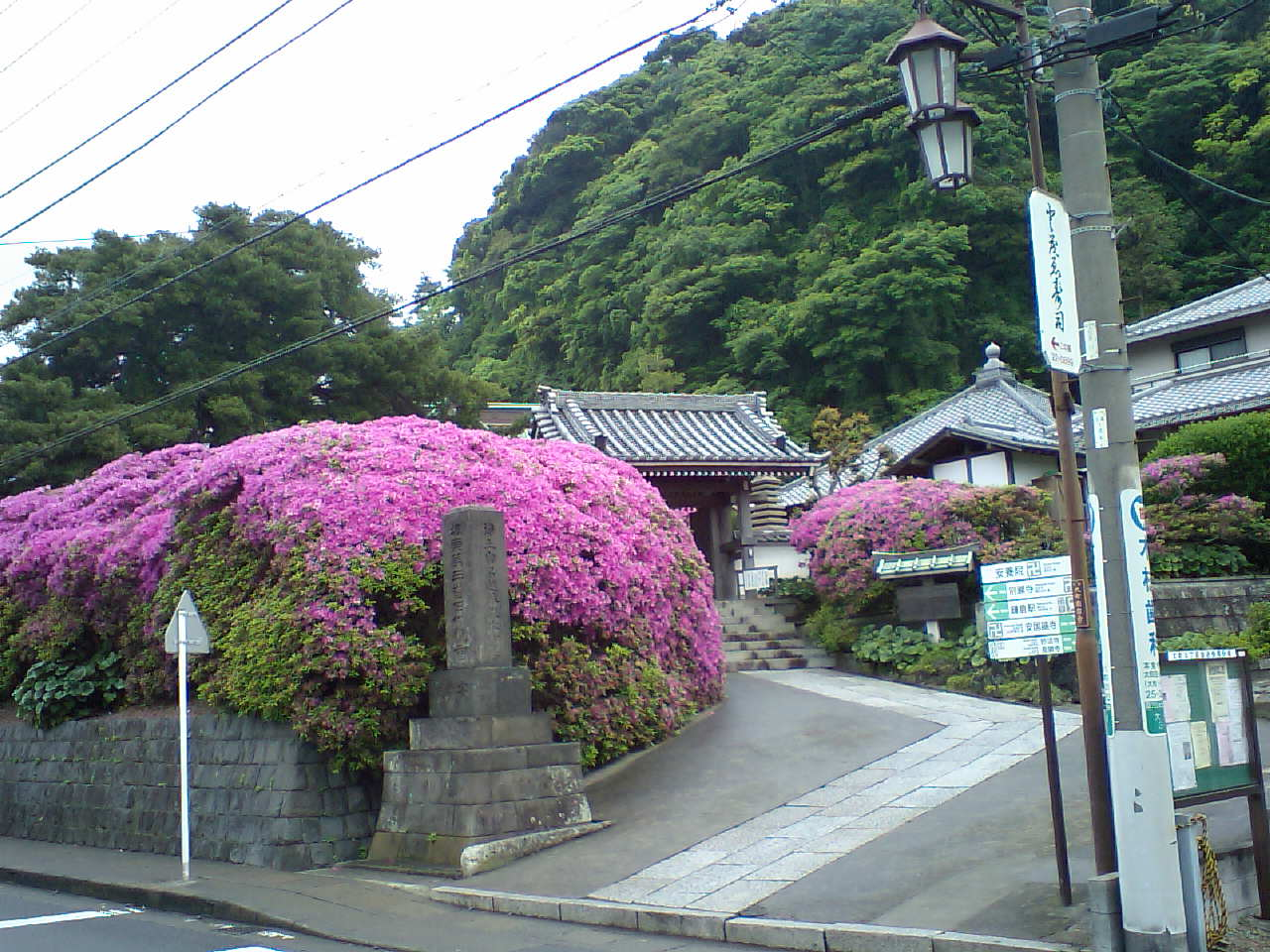
五月のツツジと安養院

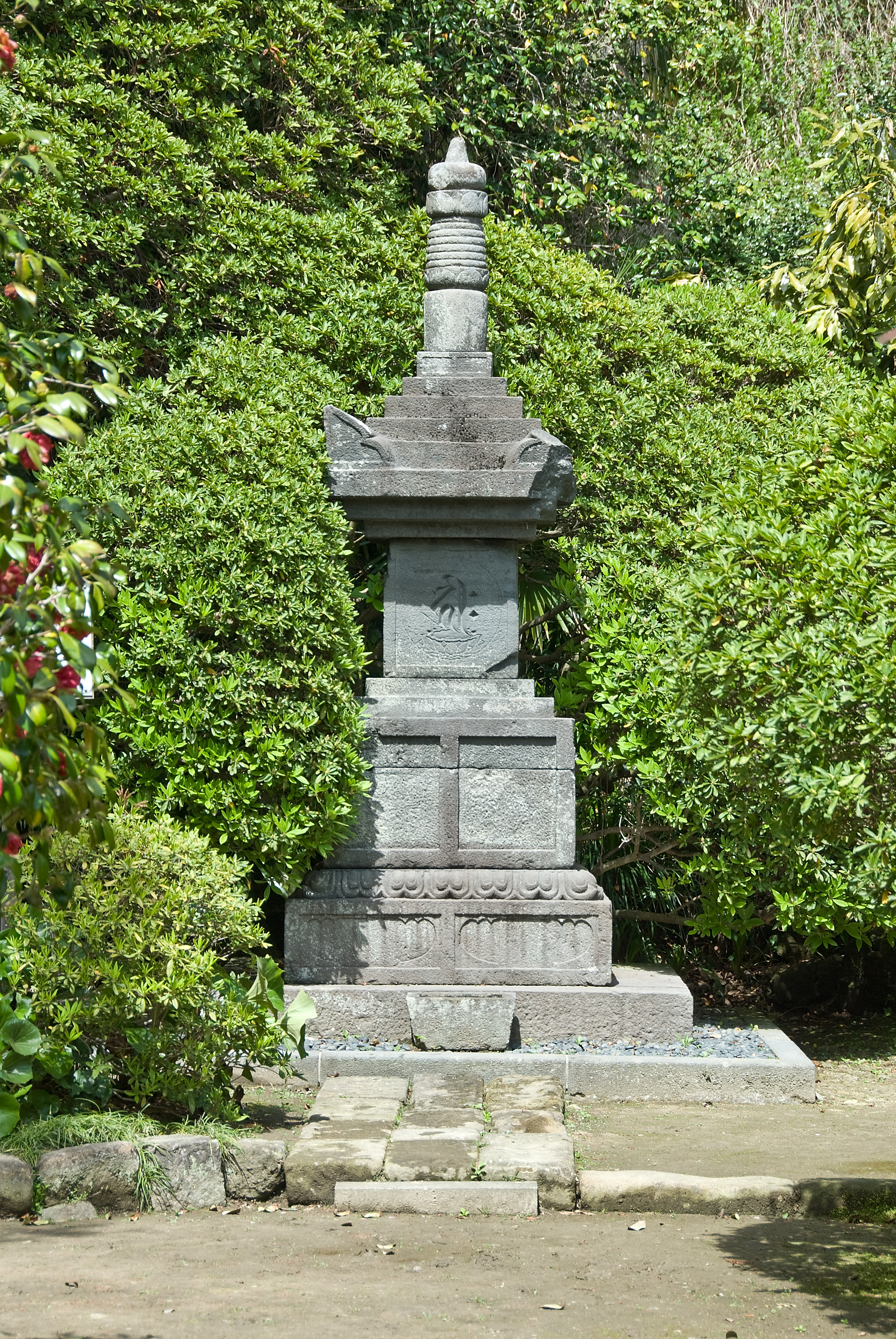
宝篋印塔（重要文化財）

安養院（あんよういん）は、神奈川県鎌倉市大町にある浄土宗の寺院。山号は祇園山。寺号は長楽寺。本尊は阿弥陀如来。千手観世音菩薩（田代観音）を安置し、坂東三十三観音・鎌倉三十三観音霊場第3番札所である。
本尊真言：おん ばざら たらま きりく そわか
ご詠歌：枯木に花咲くちかい田代寺 世をのぶ綱の跡ぞ久しき

## 歴史
この寺の歴史には、長楽寺・善導寺・田代寺という3つの前身寺院が関係している。この地は、元は浄土宗の僧・尊観が開いた浄土宗の善導寺であった。長楽寺は、1225年（嘉禄元年）北条政子が夫である源頼朝の菩提を弔うため長谷笹目ヶ谷（はせささめがやつ、鎌倉文学館付近）に願行を開山として創建した寺と伝えられる。山号を祇園山と号し、律宗の寺院であった。長楽寺は1333年（元弘元年）兵火により焼失し、この地にあった善導寺に統合され安養院長楽寺と号した。なお、安養院は政子の法号から取られたものである。一方、田代寺は1192年（建久3年）田代信綱が尊乗を開山として比企ヶ谷（ひきがやつ）に建立したのに始まると伝えられ、江戸時代になって安養院に統合された。千手観音は田代寺にあったもので、田代観音とも称されている。

## 境内
- 山門
- 地蔵堂 - 日限（ひぎり）地蔵が安置されている。
- 庫裡
- 本堂（観音堂） - 寺の本尊の阿弥陀如来坐像（室町時代）の背後に札所本尊の千手観音立像を安置する[5]。
- 十三重石塔
- 石仏群
- 伝・北条政子の墓
- 尊観上人御手植えの槇 - 鎌倉市指定天然記念物

## 文化財

### 重要文化財
- 安養院宝篋印塔 （相輪を除く）- 指定年月日：1954年（昭和29年）3月20日[6]。

鎌倉時代後期（1308年）の建立の石造宝篋印塔。「□（徳）治三秊戊申七月日」の刻銘がある。

### 鎌倉市指定文化財
彫刻
- 木造 願行房円満上人坐像 1躯 - 指定年月日：1991年（平成3年）10月11日[7]。

天然記念物
- マキ 1株 - 指定年月日：1973年（昭48年）4月11日[8]。

## 所在地
- 神奈川県鎌倉市大町3-1-22

## 交通
- 鎌倉駅（東口）③のりばより京急バス　鎌31緑ヶ丘入口行き　に乗車し、大町四ツ角下車徒歩2分

## 前後の札所
坂東三十三観音
2 岩殿寺 (逗子市)　--　3 安養院　--　4 長谷寺 (鎌倉市)
鎌倉三十三箇所
2 宝戒寺　--　3 安養院　--　4 長谷寺 (鎌倉市)